# Partners (Jay Chou-album)
A Partners (kínaiul: 拍檔, pinjin: Pai dang, magyaros átírásban: Paj tang) Jay Chou mandopopsztár első válogatásalbuma. Az albumon olyan dalok szerepelnek, melynek zenéjét Chou, dalszövegét pedig Vincent Fang írta. Az albumon a szerzőpáros más előadók számára írt dalai is szerepelnek.

## Számlista
Az összes dalszöveg szerzője Vincent Fang; az összes szám szerzője Jay Chou.
| #   | Cím                                                                                                 | Előadó      | Hossz |
| --- | --------------------------------------------------------------------------------------------------- | ----------- | ----- |
| 1.  | Tao ma tan (Dao ma dan) (刀馬旦, Actress Specialised In Military Roles)                             | Coco Lee    |       |
| 2.  | Sang haj ji csiu sze szan (Shang hai yi jiu si san) (上海一九四三, Shanghai 1943)                   | Jay Chou    |       |
| 3.  | Csin cse pej sang (Jin zhi bei shang) (禁止悲傷, Prohibit Sorrow)                                   | Valen Hsu   |       |
| 4.  | Aj caj hszi jüan csien (Ai zai xi yuan qian) (愛在西元前, Love in BC)                               | Jay Chou    |       |
| 5.  | Jan lej cse tao (Yan lei zhi dao) (眼淚知道, Tears Know)                                            | Landy Win   |       |
| 6.  | Je kung tö csing ling (Ye kong de jing ling) (夜空的精靈, Genie Of The Night Sky)                   | Leo Ku      |       |
| 7.  | Lo ju seng (Luo yu sheng) (落雨聲, The Sound og Raining)                                            | Judy Chiang |       |
| 8.  | Tung hszin (Dong xin) (動心, Show Interest)                                                         | Landy Win   |       |
| 9.  | Niang ce (Niang zi) (娘子, Wife)                                                                    | Jay Chou    |       |
| 10. | Tien teng pao (Dian deng pao) (電燈泡, Light Bulb)                                                  | Kan Kan     |       |
| 11. | Tien teng pao (Dian deng pao) II (電燈泡, Light Bulb II)                                            | Kan Kan     |       |
| 12. | Ni pi cung csien kuaj lö (Ni bi cong qian kuai le) (你比從前快樂, You Are Happier Than In The Past) | Jacky Wu    |       |
| 13. | Hu tung li ju cse mao (Hu tong li you zhi mao) (胡同裡有隻貓, There Is A Cat In The Alley)          | Landy Win   |       |
| 14. | Fan fang hsziang tö csung (Fan fang xiang de zhong) (反方向的鐘, Clock That Goes Backwards)         | Jay Chou    |       |